# HD 210594
HD 210594，又名BD+29 4604，SAO 72095、HR 8460，是一颗恒星，视星等为6.32，位于銀經86.51，銀緯-20.74，其B1900.0坐标为赤經22h 6m 20.6s，赤緯+30° -20.74′ 40″。